# Et hundeliv
Et hundeliv er en dansk animationsfilm fra 1996, der er instrueret af Malene Vilstrup efter manuskript af hende selv, Torleif Hoppe og Ulla Ryum.

## Handling
Frimærkesamleren Carl elsker sine frimærker og sin todimensionelle verden. Konen finder Carl meget kedelig og vil gerne ud at danse og få luft under vingerne i virkelighedens verden. Men verden skræmmer frimærkesamleren, der rystes over al den krig og vold, han ser på TV. En dag modtager han en paphund med posten. Den bliver en ny brik i Carls verden, da konen skrider.